# Milton (Kentucky)
Milton è un comune degli Stati Uniti d'America, situato nello Stato del Kentucky, nella Contea di Trimble.